# Мендрин, Василий Мелентьевич
Васи́лий Меле́нтьевич Ме́ндрин (21 апреля (3 мая) 1866, Екатеринодар — 22 мая 1920, Владивосток) — крупный российский востоковед (японист), профессор Восточного института, организатор и ректор Владивостокского Высшего политехникума (1918).

## Биография
Родился в Екатеринодаре в семье чиновника. Окончил Московское (Алексеевское) военное училище (1889) и был направлен для прохождения службы в Забайкалье. Востоковедное образование получил во владивостокском Восточном институте (1901—1906) по японскому разряду. В мае—августе 1903 г. командировался для языковой и страноведческой подготовки в Токио.
В годы Русско-японской войны В. М. Мендрин служил в действующих войсках. Был награждён орденами Св. Станислава III степени с мечами и бантом, Св. Анны III степени с мечами и бантом.
По совету архиепископа Николая (Касаткина) В. М. Мендрин взялся за перевод «Истории сёгуната в Японии» («Неофициальная история Японии» — «Нихон гайси») Рай Санъё, капитального труда, который сам владыка изучал в юности и которому придавал огромное значение для понимания истории Японии. Всего из 22 книг, написанных на камбуне, им было переведено 6, которые были опубликованы в «Известиях Восточного института» в 1910—1916 гг., снабжённые обширными историческими и лингвистическими комментариями под названием "«Сиогун-и-Сэйи Тайсиогун Бакуфу». Лингвистические и исторические очерки"). Мендрин ввёл в широкий научный оборот термин «Сиогунат» («Сіогунат»), ныне транскрибируемый как «Сёгунат». Кроме того он — автор работ по грамматике и стилистике японского языка, переводчик ряда других произведений японской литературы. В составе «Истории японской литературы» Вильяма Астона Мендриным были впервые переведены на русский язык около ста лирических стихотворений, в том числе хайку Басё.
С 1910 г. состоял в числе штатных преподавателей Восточного института. Мендрин — автор учебника по письменному японскому стилю («Соробун. Анализ японского эпистолярного стиля», ч. 1-2, Владивосток, 1910-14.).

В 1911 г. Мендрин поступил в аспирантуру (Дайгакуин) Токийского императорского университета. В деле поступления в университет Мендрина большое участие принял российский посол в Токио Н. А. Малевский-Малевич. Сохранилось следующее письмо Малевского-Малевича министру иностранных дел Японии графу Комура от 20 марта (2 апреля) 1911 г.: 
Мой дорогой граф! Русский ученый Мендрин, который посвятил себя изучению японского языка и с этой целью уже три года живёт в Токио, обратился ко мне с просьбой получить для него разрешение посещать в Токийском императорском университете занятия профессоров филологии и права. Зная Мендрина как человека преданного науке и безупречного характера, я прошу Ваше Превосходительство воспользоваться Вашими заслугами перед своим коллегой из Министерства образования, чтобы Мендрин мог быть принят в Императорский университет Токио для посещения вышеупомянутых занятий в течение нынешнего учебного года и также в следующем году.
 25 мая Комура ответил российскому послу: 
Я постарался сразу же сообщить в Министерство образования содержание письма от 20 марта (2 апреля) 1911 г., которое Ваше Превосходительство направили мне по вопросу о желании Мендрина, русского ученого, быть допущенным посещать занятия в Токийском императорском университете. Господин Комацубара только что сообщил мне, и я имею честь довести до Вашего Превосходительства, что было решено по его просьбе допустить Мендрина в Дайгакуин в качестве студента, изучающего литературу...
В 1918 г. — после отделения от Восточного института Высшего политехникума — Мендрин был избран его ректором.
Скончался В. М. Мендрин во Владивостоке, похоронен на Покровском кладбище, могила его не сохранилась. Его обширный научный архив утрачен.
24 сентября 2005 года на аллее Славы ДВГТУ В. М. Мендрину был открыт памятник.

## Военная карьера
- 1889 — выпущен из училища во 2-й пеший батальон Забайкальского казачьего войска
- 1890 — заведующий оружием
- 1894 — сотник
- 1895 — командир сотни
- 1896 — заведующий охотничьей командой (разведвзвод)
- 1898, январь — прикомандирован к 1-му Верхнеудинскому полку Забайкальского казачьего войска
- 1898, июнь — переведен в 1-й Читинский полк Забайкальского казачьего войска
- 1899 — командир сотни, подъесаул
- 1901, март — комендант железнодорожной станции Шаньхайгуань
- 1901, апрель — комендант пристани Шаньхайгуань
- 1901, май — прикомандирован к 1-му Восточно-Сибирскому сапёрному батальону[8]
- 1903, сентябрь — откомандирован в 1-й Читинский полк Забайкальского казачьего войска
- 1904, февраль — командирован в распоряжение военного комиссара в г. Мукден
- 1904, октябрь — есаул
- 1904, декабрь — исполняющий должность начальника административного отделения канцелярии Российской военной комиссии Мукденской провинции
- 1908 — уволен со службы «по домашним обстоятельствам» в чине войскового старшины (подполковника)
- 1915, май — призван из запаса в ополчение, числился при штабе Владивостокской крепости
- 1915, июнь — определен в Уссурийский казачий полк в чине есаула

## Публикации и труды
- Астон В. Г. История японской литературы / Пер. с англ. В. Мендрина; Под ред. Е. Спальвина. — Владивосток, 1904. (Известия Восточного института; Т. 11—12).
- «Вот, мой сын!..» [: пер. с яп.] // Поздняков Н. И. Японская поэзия. — М., 1905.
- «Ну! Теперь наступило время» [: пер. с яп.] // Поздняков Н. И. Японская поэзия. — М., 1905.
- Отчеты оставленного при Восточном институте для приготовления к профессорскому званию по кафедре японской словесности В. М. Мендрина. I, II. О ходе работ за время с 1 января по 1 августа 1908 года. О ходе работ за время с 1 августа 1908 г. по 1 июня 1909 г. - Владивосток, 1909. (Известия Восточного института; Т. 32, вып. 1).
- Садзанами Сандзин. Нихон мукаси банаси. Сказания древней Японии / Пер. с яп. с прим. и вст. статьей В. М. Мендрина. — СПб., [1908].
  - Переиздания: Садзанами Сандзин. Нихон мукаси банаси: Сказания древней Японии / Пер. с яп. с прим. и вст. статьей В. М. Мендрина. — М.; СПб., 2000. ISBN 5-89740-037-7; Зыбь большой реки: Старинные японские предания // Пер. с яп. и примеч. В. М. Мендрина. — М., 2000. — ISBN 5-04-005834-9.
- Соробун. Анализ японского эпистолярного стиля: В 2 ч. — Владивосток, 1910—1914. (Известия Восточного института; Т. 34, вып. 1; Т. 48, вып. 1—2).
- Рай Дзио Сисей. История сиогуната в Японии / Пер. с яп. с прим. и комм. В. М. Мендрина. Кн. 1—6. — Владивосток, 1910—1915. (Известия Восточного института; Т. 33, вып. 2; Т. 36, вып. 1; Т. 39, вып. 1; Т. 39, вып. 2; Т. 50; Т. 60).
  - Переиздание: Мендрин В. М. История сёгуната в Японии (Нихон гайси): В 2 т. — М.; СПб., 1999. — ISBN 5-89740-034-2.
- Сиогун и сейитай сиогун. Бакуфу. Лингвистические и исторические очерки. — Владивосток, 1916. (Известия Восточного института; Т. 61).
  - Переиздано в кн.: Мендрин В. М. История сёгуната в Японии (Нихон гайси): В 2 т. — Т. 2. — М.; СПб., 1999.
- Сансю но дзинки. Три священных сокровища Японии. — Владивосток, 1916. (Известия Восточного института).
  - Переиздано в кн.: Мендрин В. М. История сёгуната в Японии (Нихон гайси): В 2 т. — Т. 2. — М.; СПб., 1999.
- Зыбь большой реки: старинные японские предания: перевод с японского / Оэ Садзанами[9]; примеч. В. М. Мендрина. - Москва : ЭКСМО-Пресс, 2000.

Кроме того, готовилась к печати, но так и не вышла «История культуры Японии».